# Le Corridor bleu
 (septembre 2024).
Si vous disposez d'ouvrages ou d'articles de référence ou si vous connaissez des sites web de qualité traitant du thème abordé ici, merci de compléter l'article en donnant les références utiles à sa vérifiabilité et en les liant à la section « Notes et références ».
Le Corridor bleu est une maison d'édition fondée en 1997 par Charles-Mézence Briseul. Après avoir publié une revue trimestrielle, le Corridor bleu édite son premier ouvrage de poésie en 2001. La ligne éditoriale privilégie les textes forts et singuliers, qu'il s'agisse de littérature ou de philosophie.
La collection S!NG, dirigée par Pierre Vinclair, est spécialisée en poésie contemporaine.